# Pruillé-l’Éguillé
Pruillé-l’Éguillé település Franciaországban, Sarthe megyében. Lakosainak száma 808 fő (2022. január 1.). Pruillé-l’Éguillé Le Grand-Lucé, Saint-Vincent-du-Lorouër, Jupilles, Marigné-Laillé és Saint-Mars-d’Outillé községekkel határos.

## Népesség
A település népességének változása:
| Lakosok száma | 804  | 823  | 846  | 824  | 825  | 821  | 818  | 814  | 808  |
|               | 2013 | 2015 | 2016 | 2017 | 2018 | 2019 | 2020 | 2021 | 2022 |